# Reginardo IV di Mons
Reginardo IV di Hainaut o di Mons (dopo il 947 – 1013) è stato un nobile fiammingo; fu conte di Hainaut per un breve periodo, nel 973, e poi conte di Hainaut (ridotto alla contea di Mons) dal 998 fino alla sua morte.

## Origine
Secondo gli Iacobi de Guisia Annales Hanoniæ era il figlio primogenito del Conte di Hainaut, Reginardo III e della moglie, Adele d'Alvernia, che sempre secondo gli Iacobi de Guisia Annales Hanoniæ era contessa di Mons (Adela comitissa Montensis).
Ancora secondo gli Iacobi de Guisia Annales Hanoniæ, Reginardo III, conte di Hainaut era il figlio primogenito del Conte di Hainaut, Reginardo II e della moglie di cui non si conoscono né il nome né gli ascendenti; secondo alcuni storici era una delle figlie di Vigerico di Bidgau, mentre secondo altri era la sorella del conte Bosone.

## Biografia
Suo padre Reginardo III, nel 957, si ribellò apertamente all'autorità dell'arcivescovo di Colonia, Brunone, che dal 953, era anche Duca di Lotaringia, che riuscì a ristabilire la pace e, secondo le Gesta Episcoporum Cameracensium, nel 958, esiliò Reginardo III in Boemia, e la contea di Hainaut fu data a Goffredo, che già aveva affiancato Brunone nel governo della Bassa Lorena
Dopo la morte di Goffredo I, il titolo di Conte di Hainaut fu concesso da Brunone a Riccardo, come ci confermano le Gesta Episcoporum Cameracensium; Riccardo era anche conte di Mons, mentre il Re di Germania ed Imperatore Ottone I aveva concesso la regione del Valenciennes ed il titolo di Conte di Hainaut ad Amalrico, conte di Valenciennes).
Nel 973, Guarnieri assieme al fratello, Rinaldo, succedettero come conti di Hainaut rispettivamente ad Amalrico, nella contea di Valenciennes e a Riccardo, nella contea di Mons.
In quello stesso anno però, secondo la Sigeberti Chronica Guarnieri assieme al fratello, Rinaldo, furono uccisi dai figli di Reginardo III, Reginardo e Lamberto; Reginardo e Lamberto erano rientrati in Lotaringia dalla Boemia, dove si trovavano in esilio, assieme al loro padre.
Ancora la Sigeberti Chronica ci informa che Guarnieri assieme al fratello, Rinaldo, furono uccisi dai fratelli, Reginardo e Lamberto, in un combattimento avvenuto nei pressi di Péronne. Anche la Thietmari Chronicon VII riporta che la morte di Guarnieri assieme al fratello, Rinaldo, fu opera di Lamberto e del fratello, Reginardo.
Gli Annales Leodienses, Floressienses et Marchianenses riportano che dopo la loro vittoria Reginardo e Lamberto misero l'assedio al castello di Buxude (super Hagnam fluvium castello Buxude) e tentarono di impadronirsi dell'Hainaut. Ancora secondo gli Annales Leodienses, Floressienses et Marchianenses, il nuovo re di Germania, Ottone II, concesse il titolo di conte di Hainaut a Goffredo I di Verdun, per la contea di Mons e ad Arnolfo, per la contea di Valenciennes; Reginardo e Lamberto dovettero lasciare l'Hainaut.
Secondo la Sigeberti Chronica, anche per merito delle alleanze con il futuro re di Francia, Ugo Capeto (futuro suocero di Reginardo) e con il nuovo duca della Bassa Lorena, Carlo I (futuro suocero di Lamberto), ottennero il perdono e poterono rientrare nella loro patria (in terra partum suorum relocati).
Nel 981, Reginardo controfirmò il documento n° 255 del Mittelrheinisches Urkundenbuch, inerente ad una donazione come patrono di S. Maria (Regeneri rerum S Marie advocatis).
Secondo la Chronica Albrici Monachi Trium Fontium, Reginardo tolse a Goffredo I di Verdun la contea di Mons (comes Raginerus abstulit Montem castri comiti Godefrido), divenendo così Reginardo IV di Mons.
Reginardo IV, verso l'anno 1000 viene ancora citato nell'Ex Raineri Miraculis S. Gisleni al paragrafo 12 assieme al conte di Hainaut, che governava la contea di Valenciennes, Arnolfo (tempore Arnulfi et Raineri comitum).
Poco prima di morire, nel 1013, secondo il documento n° 15 del recueil des chartes de l'abbaye de gembloux, Reginardo IV, assieme alla moglie Edvige (comes Raginerius et Hathuidis conjunx eius), fece una donazione all'abbazia di Gembloux.
In quello stesso anno, Reginardo morì, come ci testimonia la Chronica Albrici Monachi Trium Fontium (in Haynico, mortuo comite Raginero Montense), e prosegue sostenendo che gli succedette il figlio primogenito, Reginardo, come Reginardo V.

## Matrimonio e discendenza
Reginardo, nel 996, aveva preso in moglie Edvige di Francia (970 ca - dopo il 1013), come ci conferma la Sigeberti Chronica; Edvige, secondo la Genealogiæ Scriptoris Fusniacensis era la figlia del re dei Franchi occidentali, Ugo Capeto e sorella del re di Francia, Roberto II, come conferma anche la Chronica Albrici Monachi Trium Fontium. Edvige viene citata come moglie di Reginardo anche nelle Gesta Abbatum Gemblacensium. Secondo le Europäische Stammtafeln, vol II, 11 (non consultate), Edvige era figlia di Ugo Capeto e Adelaide d'Aquitania, figlia di Guglielmo III, conte di Poitiers e duca d'Aquitania e di Gerloc (910 circa - dopo il 969), ribattezzata Adele di Normandia, figlia del duca di Normandia, Rollone (870-927).
Reginardo da Edvige ebbe due o tre figli:
- Reginardo  ( † dopo il 1039), conte di Hainaut; citato assieme alla madre ed al fratello, Lamberto, dal re di Germania e imperatore, Enrico II di Sassonia nei documenti n° 387, datato  1018, dei Heinrici III Diplomata, dall'imperatore, Enrico II[25] e, dal re di Germania e imperatore, Corrado II il Salico nei documenti n° 202, datato  1033, dei Conradi II Diplomata, dall'imperatore, Corrado II[26],
- Lamberto ( † dopo il 1013), citato assieme alla madre ed al fratello, Reginardoo, dal re di Germania e imperatore, Enrico II di Sassonia nei documenti n° 387, datato  1018, dei Heinrici III Diplomata, dall'imperatore, Enrico II[25] e, dal re di Germania e imperatore, Corrado II il Salico nei documenti n° 202, datato  1033, dei Conradi II Diplomata, dall'imperatore, Corrado II[26],
- Beatrice, citata dalla Chronica Albrici Monachi Trium Fontium[19], che si sposò prima con Ebalus I Conte di Roucy[19], e poi con Manasse di Ramerupt[19].

## Ascendenza
|                          |                         |                        | Genitori |  |  | Nonni |  |  | Bisnonni                |  |  | Trisnonni             |  |
|                          |                         |                        |          |  |  |       |  |  | Reginardo di Lotaringia |  |  | Giselberto di Maasgau |  |
|                          |                         |                        |          |  |  |       |  |  | Reginardo di Lotaringia |  |  | Giselberto di Maasgau |  |
|                          |                         | Ermengarda             |          |  |  |       |  |  | Reginardo di Lotaringia |  |  |                       |  |
| Reginardo II di Hainaut  |                         |                        |          |  |  |       |  |  | Reginardo di Lotaringia |  |  |                       |  |
|                          |                         | Hersenda (o Alberada)  | …        |  |  |       |  |  |                         |  |  |                       |  |
|                          |                         | Hersenda (o Alberada)  | …        |  |  |       |  |  |                         |  |  |                       |  |
|                          |                         | Hersenda (o Alberada)  | …        |  |  |       |  |  |                         |  |  |                       |  |
| Reginardo III di Hainaut |                         | Hersenda (o Alberada)  |          |  |  |       |  |  |                         |  |  |                       |  |
|                          |                         | …                      | …        |  |  |       |  |  |                         |  |  |                       |  |
|                          |                         | …                      | …        |  |  |       |  |  |                         |  |  |                       |  |
|                          |                         | …                      | …        |  |  |       |  |  |                         |  |  |                       |  |
| …                        |                         | …                      |          |  |  |       |  |  |                         |  |  |                       |  |
|                          |                         | …                      | …        |  |  |       |  |  |                         |  |  |                       |  |
|                          |                         | …                      | …        |  |  |       |  |  |                         |  |  |                       |  |
|                          |                         | …                      | …        |  |  |       |  |  |                         |  |  |                       |  |
| Reginardo IV di Mons     |                         | …                      |          |  |  |       |  |  |                         |  |  |                       |  |
|                          | Eberardo III di Nordgau | Eberardo II di Nordgau |          |  |  |       |  |  |                         |  |  |                       |  |
|                          | Eberardo III di Nordgau | Eberardo II di Nordgau |          |  |  |       |  |  |                         |  |  |                       |  |
|                          | Eberardo III di Nordgau | Evesna von Sachsen     |          |  |  |       |  |  |                         |  |  |                       |  |
| Ugo I di Nordgau         | Eberardo III di Nordgau |                        |          |  |  |       |  |  |                         |  |  |                       |  |
|                          |                         | Adelina                | …        |  |  |       |  |  |                         |  |  |                       |  |
|                          |                         | Adelina                | …        |  |  |       |  |  |                         |  |  |                       |  |
|                          |                         | Adelina                | …        |  |  |       |  |  |                         |  |  |                       |  |
| Adele d'Alvernia         |                         | Adelina                |          |  |  |       |  |  |                         |  |  |                       |  |
|                          |                         | …                      | …        |  |  |       |  |  |                         |  |  |                       |  |
|                          |                         | …                      | …        |  |  |       |  |  |                         |  |  |                       |  |
|                          |                         | …                      | …        |  |  |       |  |  |                         |  |  |                       |  |
| Ildegarda di Ferrette    |                         | …                      |          |  |  |       |  |  |                         |  |  |                       |  |
|                          |                         | …                      | …        |  |  |       |  |  |                         |  |  |                       |  |
|                          |                         | …                      | …        |  |  |       |  |  |                         |  |  |                       |  |
|                          |                         | …                      | …        |  |  |       |  |  |                         |  |  |                       |  |
|                          |                         | …                      |          |  |  |       |  |  |                         |  |  |                       |  |

### Fonti primarie
- (LA)  Monumenta Germaniae Historica, Scriptores, tomus III.
- (LA)  Monumenta Germaniae Historica, Scriptores, tomus VI.
- (LA)  Monumenta Germaniae Historica, Scriptores, tomus VII.
- (LA)  Monumenta Germaniae Historica, Scriptores, tomus VIII.
- (LA)  Monumenta Germaniae Historica, Scriptores, tomus XIII.
- (LA)  Monumenta Germaniae Historica, Scriptores, tomus XV.2.
- (LA)  Monumenta Germaniae Historica, Scriptores, tomus XXIII.
- (LA)  Monumenta Germaniae Historica, Scriptores, tomus XXX.1.
- (LA)  Monumenta Germaniae Historica, Diplomatum Regum et Imperatorum Germaniae, tomus III, Heinrici III Diplomata.
- (LA)  Monumenta Germaniae Historica, Diplomata regum et imperatorumi Germaniae, tomus IV, Conradi II. diplomata.
- (LA)  Mittelrheinisches Urkundenbuch, I.
- (LA)  recueil des chartes de l'abbaye de gembloux.
- (LA)  Historiæ Normannorum Scriptores Antiqui.

### Letteratura storiografica
- Louis Halphen, Francia: gli ultimi Carolingi e l'ascesa di Ugo Capeto (888-987), in «Storia del mondo medievale», vol. II, 1999, pp. 636–661
- Austin Lane Poole, Germania: Enrico I e Ottone il Grande, in «Storia del mondo medievale», vol. IV, 1999, pp. 84–111
- Austin Lane Poole, Ottone II e Ottone III, in «Storia del mondo medievale», vol. IV, 1999, pp. 112–125
- Edwin H Holthouse, L'imperatore Enrico II, in «Storia del mondo medievale», vol. IV, 1999, pp. 126–169